# Liste der Wasserschutzgebiete im Rhein-Neckar-Kreis
In der Liste der Wasserschutzgebiete im Rhein-Neckar-Kreis sind Wasserschutzgebiete (WSG) im Rhein-Neckar-Kreis in Baden-Württemberg aufgeführt. Sie ist nach den offiziellen WSG-Nummern sortiert. In den Wasserschutzgebieten gelten für die Gewässer (Grundwasser, oberirdische Gewässer) besondere Ge- und Verbote, um das Wasser vor Verunreinigungen zu schützen. Die für die Wasserschutzgebiete zuständige Dienststelle ist das Landratsamt des Landkreises Lörrach.
Diese Liste ist Teil der übergeordneten Liste der Wasserschutzgebiete in Baden-Württemberg und erhebt keinen Anspruch auf Vollständigkeit.

## Geschichte
Der Rhein-Neckar-Kreis macht jährlich Angaben zur Entwicklung der Nitratkonzentrationen in den einzelnen Wasserschutzgebieten und erlässt für das folgende Jahr entweder Auflagen für Landwirte oder lockert bisherige Bewirtschaftungsauflagen auf der Grundlage der seit 1988 geltenden Schutzgebiets- und Ausgleichsverordnung (SchALVO) des Landes Baden-Württemberg. Diese Verordnung wurde zum 1. März 2001 novelliert. Neben der Einhaltung bestimmter Nitrat-Boden-Werte, die jährlich vom 15. Oktober bis 15. November gemessen werden, ist im Rahmen der SchALVO unter anderem vorgeschrieben, dass in den Wasserschutzgebieten Düngung und Pflanzenschutzmaßnahmen nach guter fachlicher Praxis erfolgen müssen, um das Grundwasser vor Beeinträchtigung durch Stoffeinträge aus der Landbewirtschaftung zu schützen.

## Wasserschutzgebiete im Rhein-Neckar-Kreis
Grundlage: Daten aus dem Umweltinformationssystem (UIS) der LUBW Landesanstalt für Umwelt Baden-Württemberg

| WSG-Nr. | WSG-Name                                                                               | Hauptgemeinde        | Lage | Fläche (Hektar) | Datum (Rechtsverordnung) | Bild            |
| ------- | -------------------------------------------------------------------------------------- | -------------------- | ---- | --------------- | ------------------------ | --------------- |
| 226005  | WSG Br. Gew. Bruch, Röhrig                                                             | Sinsheim             | ⊙    | 540,84          | 1966-06-28               |                 |
| 226006  | WSG Br. Gew. Wehrloch                                                                  | Zuzenhausen          | ⊙    | 99,34           | 1963-02-21               |                 |
| 226008  | WSG Br. Gew. Forsttal                                                                  | Neckarbischofsheim   | ⊙    | 598,94          | 1964-05-12               |                 |
| 226009  | WSG Br. Gew. Sauberg                                                                   | Helmstadt-Bargen     | ⊙    | 681,77          | 1977-05-25               |                 |
| 226012  | WSG Br. Gew. Unter der Zentbrücke                                                      | Reichartshausen      | ⊙    | 883,85          | 1976-08-13               | Reichartshausen |
| 226013  | WSG Hetzenlochquelle                                                                   | Eschelbronn          | ⊙    | 843,04          | 2005-01-19               | Epfenbach       |
| 226015  | WSG Tiefbr. Lobbachtal                                                                 | Meckesheim           | ⊙    | 476,59          | 1977-01-18               | Mönchzell       |
| 226016  | WSG Rotenbachquelle                                                                    | Eberbach             | ⊙    | 154,26          | 1975-12-19               |                 |
| 226017  | WSG Br. Gew. Walkmühle, Kalkbrunnen                                                    | Neckargemünd         | ⊙    | 528,94          | 1998-10-28               |                 |
| 226018  | WSG Qu. Gew. Hintere Wiesen                                                            | Nußloch              | ⊙    | 6,97            | 1967-03-09               |                 |
| 226019  | WSG WGV Hardtwald/Letzenbergruppe                                                      | St. Leon-Rot         | ⊙    | 838,62          | 1976-08-12               |                 |
| 226020  | WSG ZVWV Südkreis Mannheim                                                             | Neulußheim           | ⊙    | 708,72          | 1977-07-10               |                 |
| 226021  | WSG Br. Wiesloch                                                                       | Wiesloch             | ⊙    | 1844,76         | 1976-04-14               |                 |
| 226023  | WSG Br. Nußloch                                                                        | Nußloch              | ⊙    | 528,52          | 1977-06-30               |                 |
| 226024  | WSG ZVWV Hardtgruppe, WGG I und II                                                     | Sandhausen           | ⊙    | 285,23          | 1976-01-21               |                 |
| 226026  | WSG ZV WV Kurpfalz, WW Schwetzinger Hardt                                              | Hockenheim           | ⊙    | 2978,22         | 2022-03-23               |                 |
| 226034  | WSG Qu. Altneudorf/Br.OberesTal                                                        | Schönau              | ⊙    | 998,79          | 1977-10-17               |                 |
| 226035  | WSG Qu. Gew. Hessmarsgrund                                                             | Heddesbach           | ⊙    | 26,63           | 1969-05-08               |                 |
| 226036  | WSG Qu. Kaltenbr./Linsenbuckel                                                         | Heiligkreuzsteinach  | ⊙    | 120,27          | 1963-08-28               |                 |
| 226040  | WSG WZV Badische Bergstraße                                                            | Weinheim             | ⊙    | 694,87          | 1976-08-04               |                 |
| 226041  | WSG Grasrainquelle                                                                     | Heiligkreuzsteinach  | ⊙    | 51,58           | 1963-08-28               |                 |
| 226042  | WSG ZV GWV Eichelberg                                                                  | Wilhelmsfeld         | ⊙    | 524,51          | 2017-04-27               |                 |
| 226044  | WSG WGV Lobdengau                                                                      | Ladenburg            | ⊙    | 941,86          | 2015-02-02               |                 |
| 226045  | WSG GWV Obere Bergstraße                                                               | Heddesheim           | ⊙    | 287,75          | 2017-02-28               |                 |
| 226046  | WSG Br. Gew. Kantenberg, Abtsmauer, Kuhschwanz, Brühlquelle                            | Sinsheim             | ⊙    | 3131,64         | 1979-05-27               |                 |
| 226047  | WSG ZVWV Kurpfalz, Hockenheimer Rheinbogen                                             | Altlußheim           | ⊙    | 2410,58         | 1980-12-04               |                 |
| 226049  | WSG Br. Gew. Au, Ohrsbr./Humpernqu.                                                    | Eberbach             | ⊙    | 649,95          | 1979-07-26               |                 |
| 226051  | WSG Hirschbr.-, Moosbr.-, Seislerqu.                                                   | Schönbrunn           | ⊙    | 435,71          | 1984-04-13               |                 |
| 226052  | WSG Qu. Gammelsbachtal Fa.Stoess                                                       | Eberbach             | ⊙    | 396,25          | 1984-09-05               |                 |
| 226053  | WSG Leopoldsgrundquellen und Plattengrubenquelle                                       | Schriesheim          | ⊙    | 175,06          | 1985-11-14               |                 |
| 226054  | WSG Qu. Gew. Kleine Spechbach                                                          | Spechbach            | ⊙    | 28,93           | 1964-04-13               |                 |
| 226101  | WSG Br. Seewiesen                                                                      | Spechbach            | ⊙    | 397,80          | 1991-06-03               |                 |
| 226102  | WSG ZV GWV Unteres Elsenztal                                                           | Bammental            | ⊙    | 402,00          | 2004-07-20               |                 |
| 226103  | WSG Ochsenbachqu., Br. Baiertal                                                        | Wiesloch             | ⊙    | 1335,88         | 1993-10-22               | Maisbach        |
| 226105  | WSG Holderbrunnen                                                                      | Eberbach             | ⊙    | 890,96          | 2000-02-16               |                 |
| 226106  | WSG Alte Quelle                                                                        | Schönau              | ⊙    | 210,49          | 1962-07-25               |                 |
| 226107  | WSG Siebenbrunnenquelle                                                                | Schönau              | ⊙    | 208,43          | 1962-07-25               |                 |
| 226108  | WSG Dürrhebstahlquellen                                                                | Eberbach             | ⊙    | 261,32          | 2002-02-07               |                 |
| 226201  | WSG Bettelmanns- u. Hollerbr.                                                          | Dielheim             | ⊙    | 343,07          | 1996-01-02               |                 |
| 226202  | WSG Tiefbr. Dielheim                                                                   | Dielheim             | ⊙    | 275,05          | 1996-01-02               |                 |
| 226208  | WSG ZV Unt. Schwarzbach, Waibstadt Br. Waibst., Epfenbach, Helmstadt, Neckarbischofsh. | Helmstadt-Bargen     | ⊙    | 2314,28         | 1988-09-07               |                 |
| 226210  | WSG WGG III, ZVWV Hardtgruppe                                                          | Sandhausen           | ⊙    | 3210,40         | 1997-02-27               |                 |
| 226214  | WSG Gaisbergquelle                                                                     | Eberbach             | ⊙    | 91,20           | 1993-04-16               |                 |
| 226218  | WSG Hanselmannquelle                                                                   | Neckargemünd         | ⊙    | 107,77          | 1992-11-30               |                 |
| 226222  | WSG WW Edingen I und Edingen II, WVV Neckargruppe                                      | Edingen-Neckarhausen | ⊙    | 394,26          | 2015-03-25               |                 |
| 226223  | WSG Brunnen Neckarhausen, WVV Neckargruppe                                             | Edingen-Neckarhausen | ⊙    | 29,08           | 2015-06-11               |                 |